# Студенец (приток Черни)
Студенец (устар. Студёнка) — река в России, протекает по Тульской и Орловской областям. Левый приток реки Чернь.

## География
Река Студенец берёт начало в Чернском районе Тульской области у села Юровка. Пересекает границу Орловской области, течёт на запад. Впадает в Чернь около деревень Верхнее Алябьево и Нижнее Алябьево. Устье реки находится в 27 км от устья реки Чернь. Длина реки составляет 29 км, площадь водосборного бассейна — 250 км².
Наиболее крупный левый приток — река Наречье.

## Данные водного реестра
По данным государственного водного реестра России, относится к Окскому бассейновому округу, водохозяйственный участок реки — Ока от города Орёл до города Белёв, речной подбассейн реки — бассейны притоков Оки до впадения Мокши. Речной бассейн реки — Ока.